# Кунакова Райхана Валіуллівна
Райхана Валіуллівна Кунакова (башк. Рәйхана Валиулла ҡыҙы Ҡунакова; нар. 9 вересня 1946) — хімік-органік, віце-президент Академії наук Республіки Башкортостан (2011), академік АН РБ (2012), доктор хімічних наук (1989), професор (1991).

## Біографія
Р. В. Кунакова народилася 9 вересня 1946 року (за іншими даними 1 лютого 1947) в селищі Блявтамак між містами Мєдногорськ і Кувандик Оренбурзької області (нині у складі м. Мєдногорська). Була молодшою дочкою в багатодітній родині. Мати, Кунакова Магіра Сайфутдинівна — домогосподарка, батько, Кунаков Валіулла Туркеєвич, воював на фронті, дійшов до Берліна, згодом працював у колгоспі. Всі діти здобули вищу освіту.
Після закінчення в 1964 р. середньої школи № 6 у м. Мєдногорську, Р. В. Кунакова навчалася в Уральському політехнічному інституті (м. Свердловськ), який закінчила в 1969 р. Працювала інженером-технологом Уфимського заводу апаратури зв'язку (1969—1970), молодшим (1973—1978), потім старшим (1978—1990) науковим співробітником Інституту хімії Башкирської філії АН СРСР (нині Інститут органічної хімії Уфимського наукового центру РАН). У 1974 році захистила кандидатську, а в 1989 році — докторську дисертації.
З 1990 року — в Уфимському технологічному інституті сервісу (нині Уфимський державний університет економіки і сервісу, УГУЭС): декан факультету (1994—1997), проректор з наукової роботи (1997—2003), одночасно (з 1991) — завідувачка кафедри спеціальної хімічної технології. В інституті займалася науковим і матеріальним забезпеченням нової спеціальності — «технологія бродильних виробництв у виноробстві».
З 1998 — член-кореспондент, а з 2012 — академік Академії наук Республіки Башкортостан (Відділення хіміко-технологічних наук). З 2006 по 2011 — головний учений секретар АН РБ, з 2011 — віце-президент АН РБ. Член правління Товариства башкирських жінок.
Син Р. В. Кунакової, Ільшат Мамаєв — кандидат технічних наук, випускник Уфимського державного авіаційного технічного університету.

## Наукова діяльність
Область наукових інтересів Кунакової: синтетична органічна хімія, металокомплексний каталіз і хімічна модифікація природних біополімерних матеріалів.
Брала участь у створенні нового наукового напряму — металокомплексного каталізу в хімії органічних сполук сірки. У цій галузі нею відкриті нові хімічні реакції і методи гетероциклізації дієнів і алкінів з отриманням практично важливих сульфідів, сульфоксидів і сульфонів.
Зробила внесок у розвиток одного з перспективних напрямків хімії — каталітичної активації малих молекул і атомів в реакціях з пов'язаними дієнами і алкінами. Створила нові хімічні матеріали для вичинки шкіри та хутра.
Р. В. Кунакова — член Президії АН РБ, вченої ради Інституту нафтохімії і каталізу (ІНК) РАН, Вчених рад УГУЭС і ІНК РАН, правління Російського хімічного товариства ім. Д. І. Менделєєва, колегії Міністерства промисловості та інноваційної політики РБ, Громадської палати при Президентові РБ, редколегій журналів «Вісник АН РБ» (головний редактор в 2005—2006), «Інноваційний Башкортостан», «Башкирський екологічний вісник».
Кунаковою підготовлено 20 кандидатів і 2 доктори наук. Автор і співавтор понад 360 наукових праць, в числі яких 124 патенти, 10 монографій, 9 навчальних посібників з грифом Навчально-методичного об'єднання з класичної університетської освіти Росії (УМО) та підручник з грифом Міносвіти РФ.

### Основні публікації
- Металокомплексний каталіз у синтезі сірковмісних сполук (огляд) // Organomet. Chem, 1993, 450, № 1-2. P. 1-25 (співавтор).
- Багатокомпонентна конденсація аліфатичних амінів з формальдегідом і сірководнем // Известия РАН. Сер. хім. 2005. № 3. С. 423—427.
- Застосування спектроскопії в органічній хімії. М.: Хімія, 2007 (співавтор).

## Нагороди та звання
- Медаль «Ветеран праці» (1990)
- Почесний працівник науки і техніки Російської Федерації (2006)
- Заслужений діяч науки Республіки Башкортостан (1997)[8]
- Почесні грамоти Державного комітету Республіки Башкортостан з питань науки, середньої та вищої професійної освіти (1996, 2001)